# Turniej olimpijski w piłce siatkowej mężczyzn 2012/Półfinały
Mecze półfinałowe turnieju olimpijskiego w piłce siatkowej mężczyzn podczas XXX Letnich Igrzysk Olimpijskich w Londynie rozegrane zostały 10 sierpnia.
Awans do tej fazy uzyskały 4 drużyny (zwycięzcy ćwierćfinałów), tj.: Brazylia, Bułgaria, Rosja oraz Włochy.
Do finału awansowały Brazylia i Rosja, w meczu o 3. miejsce zagrały natomiast Bułgaria i Włochy.

## Bułgaria - Rosja
Piątek, 10 sierpnia 2012 – 15:00 (UTC+1) • Earls Court Exhibition Centre, Londyn
Widzów: 13500
Czas trwania meczu: 112 minut
Sędziowie: Wang Ning (Chiny) i Denny Céspedes Lassi (Dominikana)
| Bułgaria              | 1:3                                                       | Rosja                   |
| Cwetan Sokołow 16 pkt | (21:25, 15:25, 25:23, 23:25) raport raport P-2 raport P-3 | Maksim Michajłow 25 pkt |

| Poz.            | Nr | Zawodnik          | 1           | 2           | 3           | 4           | 5 | Pkt |
| --------------- | -- | ----------------- | ----------- | ----------- | ----------- | ----------- | - | --- |
| R               | 1  | Georgi Bratojew   | 9 sześć     | 6 trzy      | 6 trzy      | 6 trzy      |   | 3   |
| P               | 7  | Todor Skrimow     | 7 cztery    | 4 jeden     | 4 jeden     | 4 jeden     |   | 11  |
| Ś               | 12 | Wiktor Josifow    | 8 pięć      | 5 dwa       | 5 dwa       | 5 dwa       |   | 5   |
| P               | 15 | Todor Aleksijew   | 4 jeden     | 7 cztery    | 7 cztery    | 7 cztery    |   | 15  |
| Ś               | 18 | Nikołaj Nikołow   | 5 dwa       | 8 pięć      | 8 pięć      | 8 pięć      |   | 5   |
| A               | 19 | Cwetan Sokołow    | 6 trzy      | 9 sześć     | 9 sześć     | 9 sześć     |   | 16  |
| L               | 13 | Teodor Sałparow   | L           | L           | L           | L           |   |     |
| Zmiany          |    |                   |             |             |             |             |   |     |
| R               | 9  | Dobromir Dimitrow | 27 zmiana18 |             | 27 zmiana18 | 4 pusty     |   |     |
| P               | 10 | Walentin Bratojew |             | 24 zmiana15 | 24 zmiana15 | 24 zmiana15 |   | 2   |
| A               | 11 | Władimir Nikołow  |             | 28 zmiana19 | 28 zmiana19 | 28 zmiana19 |   | 3   |
| Ś               | 14 | Teodor Todorow    |             | 27 zmiana18 |             | 4 pusty     |   | 1   |
| P               | 17 | Nikołaj Penczew   | 24 zmiana15 |             |             | 4 pusty     |   |     |
| Trener          |    |                   |             |             |             |             |   |     |
| Najden Najdenow |    |                   |             |             |             |             |   |     |

| Poz.            | Nr | Zawodnik            | 1           | 2        | 3          | 4          | 5 | Pkt |
| --------------- | -- | ------------------- | ----------- | -------- | ---------- | ---------- | - | --- |
| P               | 4  | Taras Chtiej        | 7 cztery    | 9 sześć  | 7 cztery   | 9 sześć    |   | 13  |
| R               | 5  | Siergiej Grankin    | 6 trzy      | 8 pięć   | 6 trzy     | 8 pięć     |   | 1   |
| P               | 8  | Siergiej Tietiuchin | 4 jeden     | 6 trzy   | 4 jeden    | 6 trzy     |   | 11  |
| Ś               | 13 | Dmitrij Muserski    | 8 pięć      |          |            | 4 pusty    |   | 1   |
| A               | 17 | Maksim Michajłow    | 9 sześć     | 5 dwa    | 9 sześć    | 5 dwa      |   | 25  |
| Ś               | 18 | Aleksandr Wołkow    | 5 dwa       | 7 cztery | 5 dwa      | 7 cztery   |   | 10  |
| L               | 20 | Aleksiej Obmoczajew | L           | L        | L          | L          |   |     |
| Zmiany          |    |                     |             |          |            |            |   |     |
| Ś               | 3  | Nikołaj Apalikow    | 22 zmiana13 | 4 jeden  | 8 pięć     | 4 jeden    |   | 6   |
| P               | 9  | Aleksandr Sokołow   | 13 zmiana4  |          |            | 4 pusty    |   |     |
| P               | 10 | Jurij Bierieżko     |             |          | 13 zmiana4 | 4 pusty    |   |     |
| R               | 12 | Aleksandr But'ko    |             |          |            | 14 zmiana5 |   | 2   |
| P               | 15 | Dmitrij Iljinych    |             |          |            | 13 zmiana4 |   | 4   |
| Trener          |    |                     |             |          |            |            |   |     |
| Władimir Alekno |    |                     |             |          |            |            |   |     |

| Rozkład punktów |
| --------------- |
|                 |

| Ustawienia wyjściowe drużyn |
| --- |
| \| Aleksijew N. Nikołow Sokołow Skrimow Josifow G. Bratojew Sałparow Tietiuchin Wołkow Grankin Chtiej Muserski Michajłow Obmoczajew \| |
| |
| Aleksijew N. Nikołow Sokołow Skrimow Josifow G. Bratojew Sałparow Tietiuchin Wołkow Grankin Chtiej Muserski Michajłow Obmoczajew       |

Statystyki meczowe
| Bułgaria | STATYSTYKI        | Rosja |
| 84       | MAŁE PUNKTY       | 98    |
| 50       | ATAK              | 53    |
| 8        | BLOK              | 10    |
| 3        | SERWIS            | 8     |
| 23       | BŁĘDY PRZECIWNIKA | 27    |

## Brazylia - Włochy
Piątek, 10 sierpnia 2012 – 19:30 (UTC+1) • Earls Court Exhibition Centre, Londyn
Widzów: 14000
Czas trwania meczu: 85 minut
Sędziowie: Akihiko Tano (Japonia) i Ibrahim al-Naama (Katar)
| Brazylia             | 3:0                                                | Włochy                 |
| Murilo Endres 15 pkt | (25:21, 25:12, 25:21) raport raport P-2 raport P-3 | Cristian Savani 15 pkt |

| Poz.             | Nr | Zawodnik            | 1        | 2        | 3           | 4 | 5 | Pkt |
| ---------------- | -- | ------------------- | -------- | -------- | ----------- | - | - | --- |
| R                | 1  | Bruno Rezende       | 7 cztery | 6 trzy   | 7 cztery    |   |   | 3   |
| R                | 4  | Wallace de Souza    | 4 jeden  | 9 sześć  | 4 jeden     |   |   | 12  |
| Ś                | 5  | Sidão               | 9 sześć  | 8 pięć   | 9 sześć     |   |   | 8   |
| P                | 8  | Murilo Endres       | 8 pięć   | 7 cztery | 8 pięć      |   |   | 15  |
| Ś                | 16 | Lucas Saatkamp      | 6 trzy   | 5 dwa    | 6 trzy      |   |   | 10  |
| P                | 18 | Dante Amaral        | 5 dwa    | 4 jeden  | 5 dwa       |   |   | 8   |
| L                | 10 | Sérgio Dutra Santos | L        | L        | L           |   |   |     |
| Zmiany           |    |                     |          |          |             |   |   |     |
| Ś                | 14 | Rodrigão            |          |          | 25 zmiana16 |   |   |     |
| Trener           |    |                     |          |          |             |   |   |     |
| Bernardo Rezende |    |                     |          |          |             |   |   |     |

| Poz.          | Nr | Zawodnik           | 1          | 2           | 3           | 4 | 5 | Pkt |
| ------------- | -- | ------------------ | ---------- | ----------- | ----------- | - | - | --- |
| Ś             | 1  | Luigi Mastrangelo  | 8 pięć     | 4 jeden     | 8 pięć      |   |   | 4   |
| A             | 7  | Michał Łasko       | 6 trzy     | 8 pięć      | 6 trzy      |   |   | 6   |
| P             | 9  | Ivan Zaytsev       | 4 jeden    | 6 trzy      | 4 jeden     |   |   | 5   |
| P             | 11 | Cristian Savani    | 7 cztery   | 9 sześć     | 7 cztery    |   |   | 15  |
| R             | 13 | Dragan Travica     | 9 sześć    | 5 dwa       | 9 sześć     |   |   | 1   |
| Ś             | 14 | Alessandro Fei     | 5 dwa      | 7 cztery    | 16 zmiana7  |   |   | 5   |
| L             | 16 | Andrea Bari        | L          | L           | L           |   |   |     |
| Zmiany        |    |                    |            |             |             |   |   |     |
| P             | 3  | Simone Parodi      |            | 18 zmiana9  | 20 zmiana11 |   |   |     |
| P             | 6  | Samuele Papi       | 18 zmiana9 |             | 18 zmiana9  |   |   |     |
| R             | 10 | Dante Boninfante   |            | 22 zmiana13 |             |   |   |     |
| Ś             | 15 | Emanuele Birarelli |            |             | 5 dwa       |   |   | 1   |
| L             | 17 | Andrea Giovi       | L          | L           | L           |   |   |     |
| Trener        |    |                    |            |             |             |   |   |     |
| Mauro Berruto |    |                    |            |             |             |   |   |     |

| Rozkład punktów |
| --------------- |
|                 |

| Ustawienia wyjściowe drużyn                                                                             |
| --- |
| \| Wallace Dante Lucas Rezende Murilo Sidão Sérgio Zaytsev Fei Łasko Savani Mastrangelo Travica Bari \| |
| |
| Wallace Dante Lucas Rezende Murilo Sidão Sérgio Zaytsev Fei Łasko Savani Mastrangelo Travica Bari       |

Statystyki meczowe
| Brazylia | STATYSTYKI        | Włochy |
| 75       | MAŁE PUNKTY       | 54     |
| 40       | ATAK              | 29     |
| 10       | BLOK              | 3      |
| 6        | SERWIS            | 5      |
| 19       | BŁĘDY PRZECIWNIKA | 17     |